# Lordomyrma punctiventris
Lordomyrma punctiventris är en myrart som beskrevs av Wheeler 1919. Lordomyrma punctiventris ingår i släktet Lordomyrma och familjen myror. Inga underarter finns listade i Catalogue of Life.